# Juan Carlos Salgado
Juan Carlos Salgado (ur. 20 grudnia 1984 w Meksyku) – meksykański bokser, były zawodowy mistrz świata organizacji WBA w kategorii junior lekkiej (do 130 funtów).
Karierę zawodową rozpoczął w marcu 2003 roku. Do końca 2007 roku stoczył dziewiętnaście pojedynków (osiemnaście wygrał, jeden zremisował). W roku 2008 ani razu nie pojawił się na ringu. W 2009 roku, po stoczeniu dwóch kolejnych zwycięskich pojedynków, dostał szansę walki o mistrzostwo świata WBA. 10 października 2009 roku niespodziewanie pokonał przez techniczny nokaut już w pierwszej rundzie niezwyciężonego wcześniej mistrza tej federacji, Jorge Linaresa i odebrał mu pas mistrzowski. Tytuł mistrzowski stracił już w następnej walce, 11 stycznia 2010 roku, przegrywając przez techniczny nokaut w ostatniej, dwunastej rundzie z Takashi Uchiyamą.